# 布里尼奥勒
布里尼奥勒（法語發音：[bʁiɲɔl]），法国东南部城市，普罗旺斯-阿尔卑斯-蓝色海岸大区瓦尔省的一个市镇，同时也是该省的一个副省会，下辖布里尼奥勒区，其市镇面积为70.53平方公里，2022年1月1日时人口数量为17,846人，在法国城市中排名第547位。
布里尼奥勒位于瓦尔省西部，贝西永山和圣博姆高原之间的山谷地带，是一个区域性的中心城市，多条公路在此交汇。

## 地名来源
根据当地官方网站的论述，“Brignoles”一名出自凯尔特语单词“Brin”和“On”，分别意为“李子”和“好的”，可能与当地历史上的自然植物景观有关。
布里尼奥勒所在区域历史上曾通行奥克语，“Brignoles”在奥克语维基百科及Openstreetmap中对应拼写为“Brinhòla”。
此外，因翻译标准不同，“Brignoles”在部分汉语资料中又被译为布里尼奥尔。

## 历史

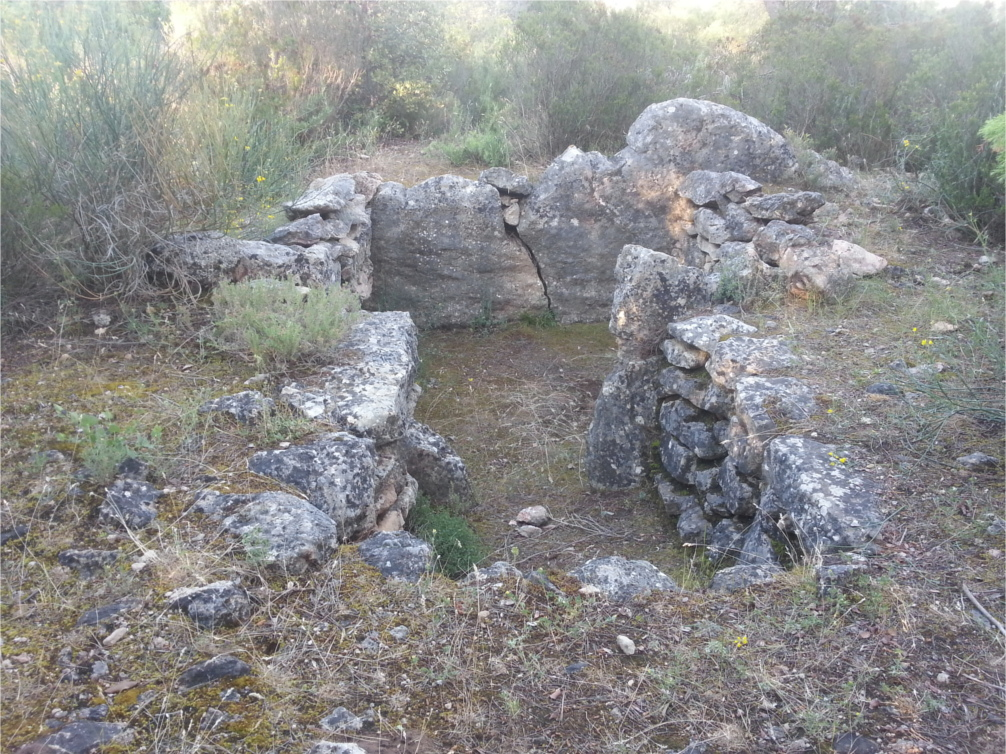
莱萨德雷巨石阵遗址

布里尼奥勒境内的莱萨德雷巨石阵证明该地区在新石器时期就已出现人类活动。公元558年，法兰克国王希尔德贝特一世将该区域赠予欧坦主教圣日耳曼。中世纪初，布里尼奥勒先后被阿拉贡、撒拉逊和勃艮第人相继占领。1222年，普罗旺斯伯爵雷蒙-贝伦格四世与萨伏伊家族签订协议，若后者无子嗣，布里尼奥勒将被普罗旺斯伯国继承。1267年，女伯爵贝阿特丽丝逝世，该区域正式成为普罗旺斯伯国的领地。西西里国王及普罗旺斯伯爵卡洛二世将原布里尼奥勒城堡进行大幅扩修，使其成为一处皇室宅邸；卡洛二世之子安茹的路易则在此地兴建了一处教堂，布里尼奥勒因此逐渐成为一个区域性的商业中心。1481年，普罗旺斯被法兰西国王路易十一兼并，布里尼奥勒成为法兰西王国普罗旺斯行省的一部分。16世纪的黑死病使得布里尼奥勒地区大量居民身亡，致使当地经济社会遭受严重打击。法国大革命后，布里尼奥勒成为瓦尔省的一个市镇，并在1795至1801年间为该省的一个地区行署，后改建为副省会。工业革命期间，途径布里尼奥勒的卡尔努勒－加尔达讷铁路建成通车，后于1939年关闭。1926年，根据庞加莱改革方案，布里尼奥勒副省政府被撤销，原布里尼奥勒区整体并入土伦区。1974年，布里尼奥勒副省政府及辖区建制得以恢复。2021年10月初，布里尼奥勒遭遇强降水袭击，造成当地多处街道被洪水淹没。

## 地理

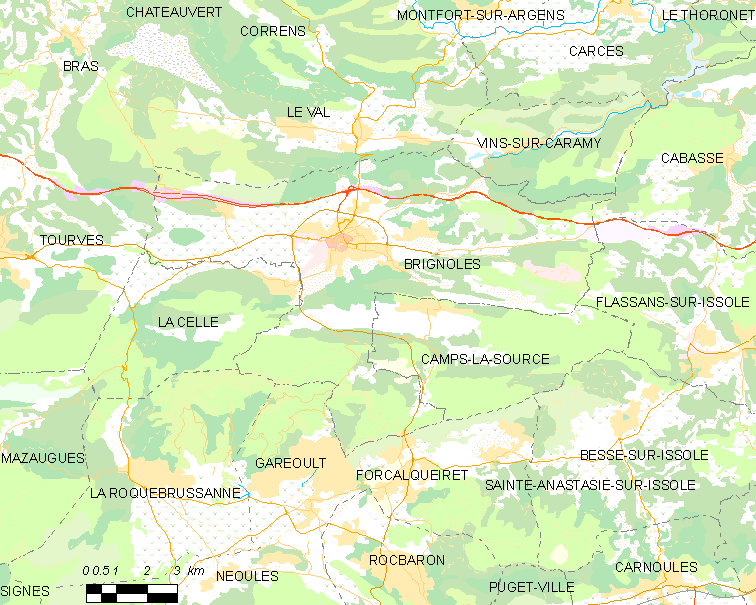
布里尼奥勒市镇范围地图

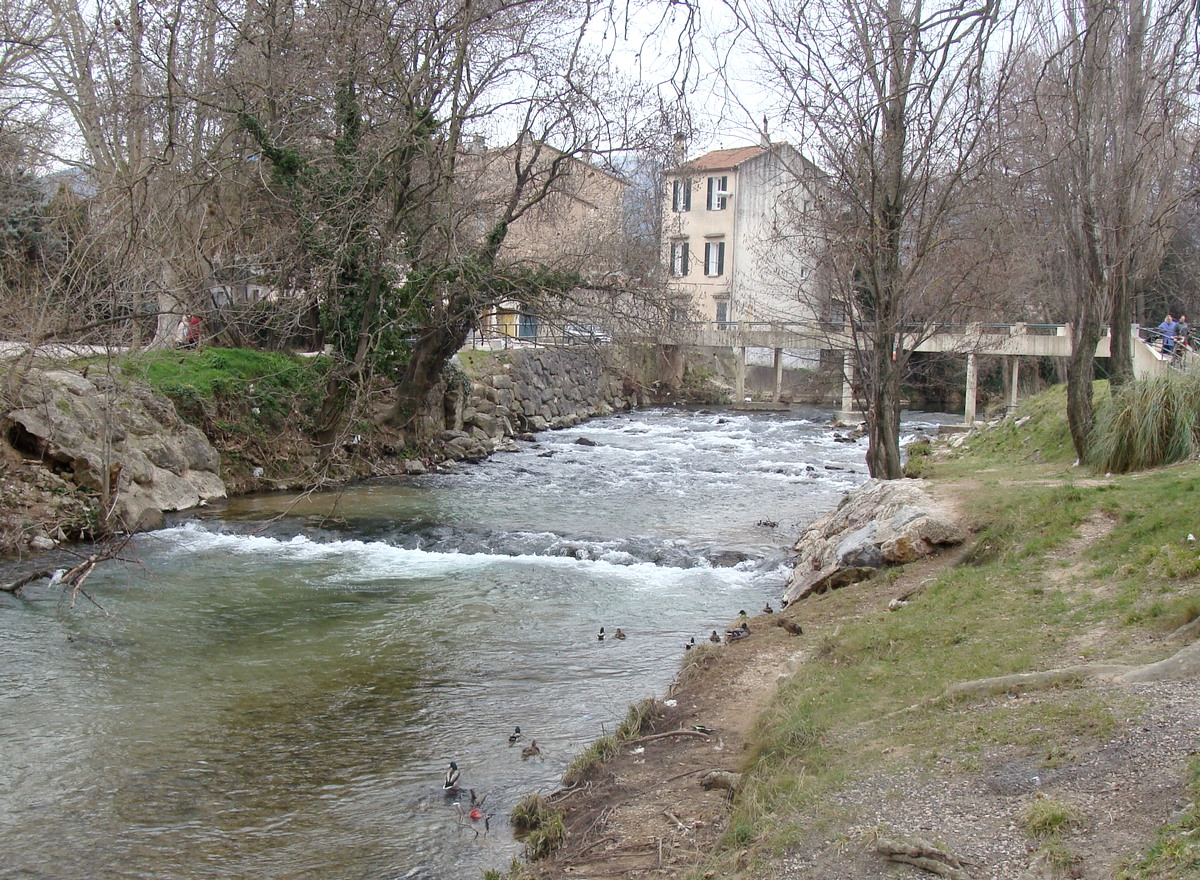
流经布里尼奥勒的卡拉米河

布里尼奥勒位于法国东南部，普罗旺斯-阿尔卑斯-蓝色海岸大区南部和瓦尔省中西部，距离省会土伦大约50公里。与布里尼奥勒接壤的市镇包括：勒瓦勒、卡拉米河畔万、卡巴斯、图尔沃、拉塞勒、拉罗克布吕萨讷、伊索勒河畔弗拉桑、福卡尔凯雷、加雷乌和康普斯拉苏尔斯。

### 地形
布里尼奥勒位于贝西永山和圣博姆高原之间的山谷地带，境内平原和丘陵山地相间分布，市镇中心地势较为平坦，四周为山地，全境海拔在190到767米之间。

### 水文
布里尼奥勒位于阿尔让河流域范围内，其右岸支流卡拉米河自西向东流经布里尼奥勒市中心。

### 植被
布里尼奥勒属于亚热带常绿硬叶林区，市区内的主要绿地公园包括卡拉米河湾公园（Parc des berges du Caramy）、夏尔·加乌花园（Jardin Charles Gaou）等，均常年免费向公众开放。
在鲜花城市的评比中，布里尼奥勒被评为3星级鲜花城市。

### 气候
布里尼奥勒在柯本气候分类法中属于地中海气候。
布里尼奥勒境内建有“西布里尼奥勒”（Brignoles Ouest）常年气象站，该气象站自2009年11月28日启用，以下为该气象站的数据（其中降水和日照数据土伦）：
| 西布里尼奥勒 2009年－2022年 土伦 1936年－2019年 | 西布里尼奥勒 2009年－2022年 土伦 1936年－2019年 | 西布里尼奥勒 2009年－2022年 土伦 1936年－2019年 | 西布里尼奥勒 2009年－2022年 土伦 1936年－2019年 | 西布里尼奥勒 2009年－2022年 土伦 1936年－2019年 | 西布里尼奥勒 2009年－2022年 土伦 1936年－2019年 | 西布里尼奥勒 2009年－2022年 土伦 1936年－2019年 | 西布里尼奥勒 2009年－2022年 土伦 1936年－2019年 | 西布里尼奥勒 2009年－2022年 土伦 1936年－2019年 | 西布里尼奥勒 2009年－2022年 土伦 1936年－2019年 | 西布里尼奥勒 2009年－2022年 土伦 1936年－2019年 | 西布里尼奥勒 2009年－2022年 土伦 1936年－2019年 | 西布里尼奥勒 2009年－2022年 土伦 1936年－2019年 | 西布里尼奥勒 2009年－2022年 土伦 1936年－2019年 |
| 月份                                            | 1月                                             | 2月                                             | 3月                                             | 4月                                             | 5月                                             | 6月                                             | 7月                                             | 8月                                             | 9月                                             | 10月                                            | 11月                                            | 12月                                            | 全年                                            |
| ----------------------------------------------- | ----------------------------------------------- | ----------------------------------------------- | ----------------------------------------------- | ----------------------------------------------- | ----------------------------------------------- | ----------------------------------------------- | ----------------------------------------------- | ----------------------------------------------- | ----------------------------------------------- | ----------------------------------------------- | ----------------------------------------------- | ----------------------------------------------- | ----------------------------------------------- |
| 历史最高温 °C（°F）                             | 20.9 (69.6)                                     | 21.7 (71.1)                                     | 26.6 (79.9)                                     | 29.7 (85.5)                                     | 33.3 (91.9)                                     | 45.1 (113.2)                                    | 37.8 (100.0)                                    | 41.4 (106.5)                                    | 35.4 (95.7)                                     | 33.2 (91.8)                                     | 23.6 (74.5)                                     | 19.1 (66.4)                                     | 45.1 (113.2)                                    |
| 平均高温 °C（°F）                               | 8.4 (47.1)                                      | 10.1 (50.2)                                     | 14.7 (58.5)                                     | 19.7 (67.5)                                     | 21.8 (71.2)                                     | 27.5 (81.5)                                     | 33.3 (91.9)                                     | 31.3 (88.3)                                     | 26 (79)                                         | 19.6 (67.3)                                     | 13.5 (56.3)                                     | 10.1 (50.2)                                     | 19.7 (67.5)                                     |
| 日均气温 °C（°F）                               | 4.1 (39.4)                                      | 5.8 (42.4)                                      | 9.3 (48.7)                                      | 13.2 (55.8)                                     | 15.6 (60.1)                                     | 20.5 (68.9)                                     | 25 (77)                                         | 23.6 (74.5)                                     | 18.5 (65.3)                                     | 13.9 (57.0)                                     | 8.8 (47.8)                                      | 6 (43)                                          | 13.7 (56.7)                                     |
| 平均低温 °C（°F）                               | −0.2 (31.6)                                     | 1.6 (34.9)                                      | 3.9 (39.0)                                      | 6.2 (43.2)                                      | 9.5 (49.1)                                      | 13.5 (56.3)                                     | 16.7 (62.1)                                     | 16 (61)                                         | 11.1 (52.0)                                     | 8.1 (46.6)                                      | 4.1 (39.4)                                      | 1.9 (35.4)                                      | 7.7 (45.9)                                      |
| 历史最低温 °C（°F）                             | −7.2 (19.0)                                     | −11.4 (11.5)                                    | −4.6 (23.7)                                     | −1.3 (29.7)                                     | 2.6 (36.7)                                      | 6.9 (44.4)                                      | 9.8 (49.6)                                      | 9.6 (49.3)                                      | 3 (37)                                          | −1.5 (29.3)                                     | −4.3 (24.3)                                     | −5.7 (21.7)                                     | −11.4 (11.5)                                    |
| 平均降水量 mm（）                               | 79.1 (3.11)                                     | 52.6 (2.07)                                     | 40.7 (1.60)                                     | 60.4 (2.38)                                     | 40.6 (1.60)                                     | 35.8 (1.41)                                     | 7.5 (0.30)                                      | 19.3 (0.76)                                     | 55.4 (2.18)                                     | 105.4 (4.15)                                    | 81.3 (3.20)                                     | 73.9 (2.91)                                     | 652 (25.7)                                      |
| 月均日照時數                                    | 141                                             | 156.5                                           | 227.3                                           | 232                                             | 236.9                                           | 328.2                                           | 417.2                                           | 369.4                                           | 247.8                                           | 178.2                                           | 150.9                                           | 136.8                                           | 2,822.2                                         |
| 来源：infoclimat.fr                             |                                                 |                                                 |                                                 |                                                 |                                                 |                                                 |                                                 |                                                 |                                                 |                                                 |                                                 |                                                 |                                                 |

## 行政区划
布里尼奥勒的市镇编号为83023，邮政编号为83170。
在行政管理方面，布里尼奥勒隶属于法国普罗旺斯-阿尔卑斯-蓝色海岸大区瓦尔省，同时也是该省的一个副省会，下辖布里尼奥勒区；在地方选举方面，布里尼奥勒是布里尼奥勒县的中央投票站所在地，其市镇范围全境被划入瓦尔省第六选区；在社会管理方面，布里尼奥勒是绿色普罗旺斯城市圈公共社区的办公驻地。
布里尼奥勒的市中心（Centre Ville）和勒卡拉米（Le Carami）两个街区为城市政策优先街区，这两个区域实行街区自治制度。
法国国家统计与经济研究所（简称）在进行数据统计时，将布里尼奥勒及相邻的另外两个市镇设为布里尼奥勒城市核心区，并将包括核心区在内的周边共四个市镇划为布里尼奥勒城市区。自2020年起，布里尼奥勒城市区被包含10个市镇的布里尼奥勒城市辐射区代替。此外，还将布里尼奥勒市镇分为了6个“块区”（IRIS），以便于统计人口分布情况。

## 交通

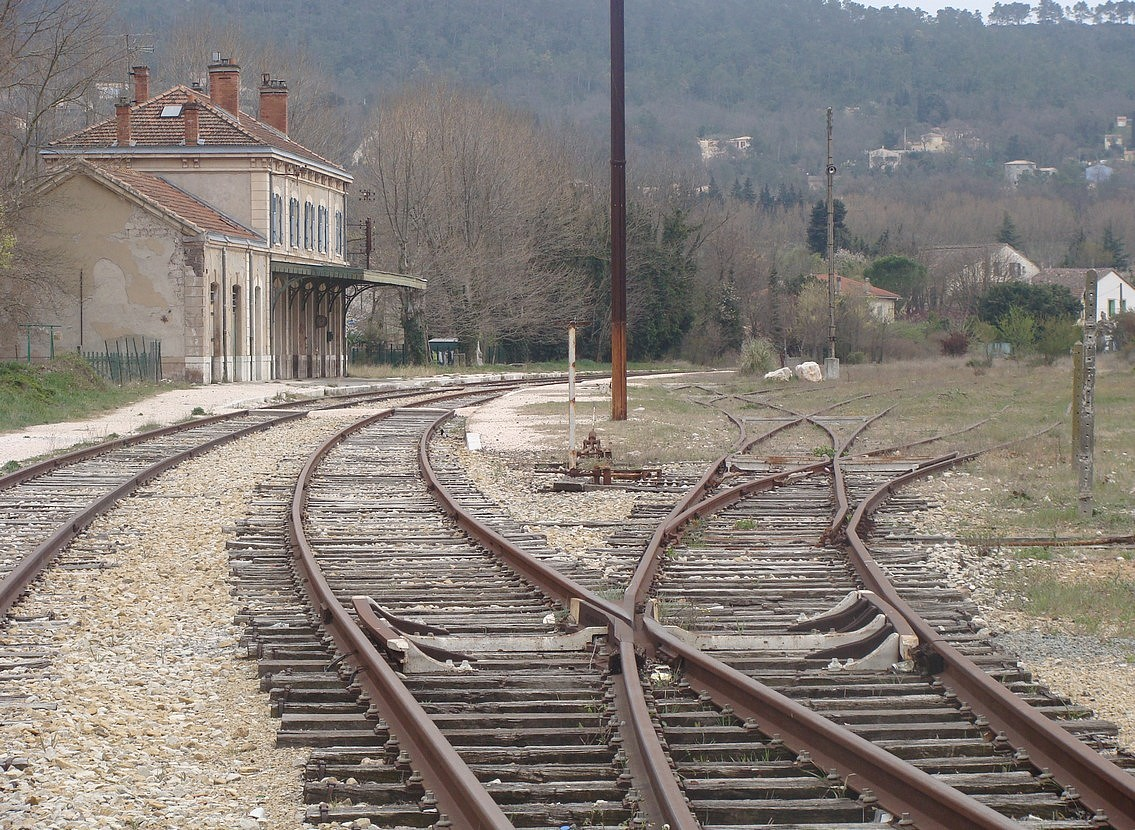
卡尔努勒－加尔达讷铁路

### 公路
A8高速公路和多条瓦尔省省道在布里尼奥勒境内交汇。普罗旺斯-阿尔卑斯-蓝色海岸大区下属的城际客运提供巴士线路，可前往周边部分市镇。
| 35 | 1.9 |

| 10 | 26 |

| 土伦 | 49 |

| 耶尔 | 48 |

| 艾克斯 | 58 |

| 欧巴涅 | 49 |

| 德拉吉尼昂 | 47 |

| 拉加尔德 | 45 |

2019年，68.7%的布里尼奥勒家庭拥有至少一辆私人汽车。2019年，布里尼奥勒境内共发生各类交通事故16起，造成4人遇难，22人受伤，其中16人重伤。

### 铁路
布里尼奥勒位于卡尔努勒－加尔达讷铁路上，该铁路已于1939年关闭，原有的布里尼奥勒火车站站房被另作他用。
距离布里尼奥勒最近的客运铁路车站为23公里外的卡尔努勒站，该站停靠往返于土伦和戛纳一线的区域列车。

### 航空
布里尼奥勒距离土伦-耶尔机场和马赛普罗旺斯机场的公路里程分别约52和82公里。

### 城市公共交通
布里尼奥勒城市公共交通（Transports urbains de Brignoles）是当地的城市公共交通系统。截至2022年11月，该系统共包括四条校车线路，路网覆盖了布里尼奥勒市区内的主要街道和居民区，以及附近部分市镇。

## 政治

### 市政内阁

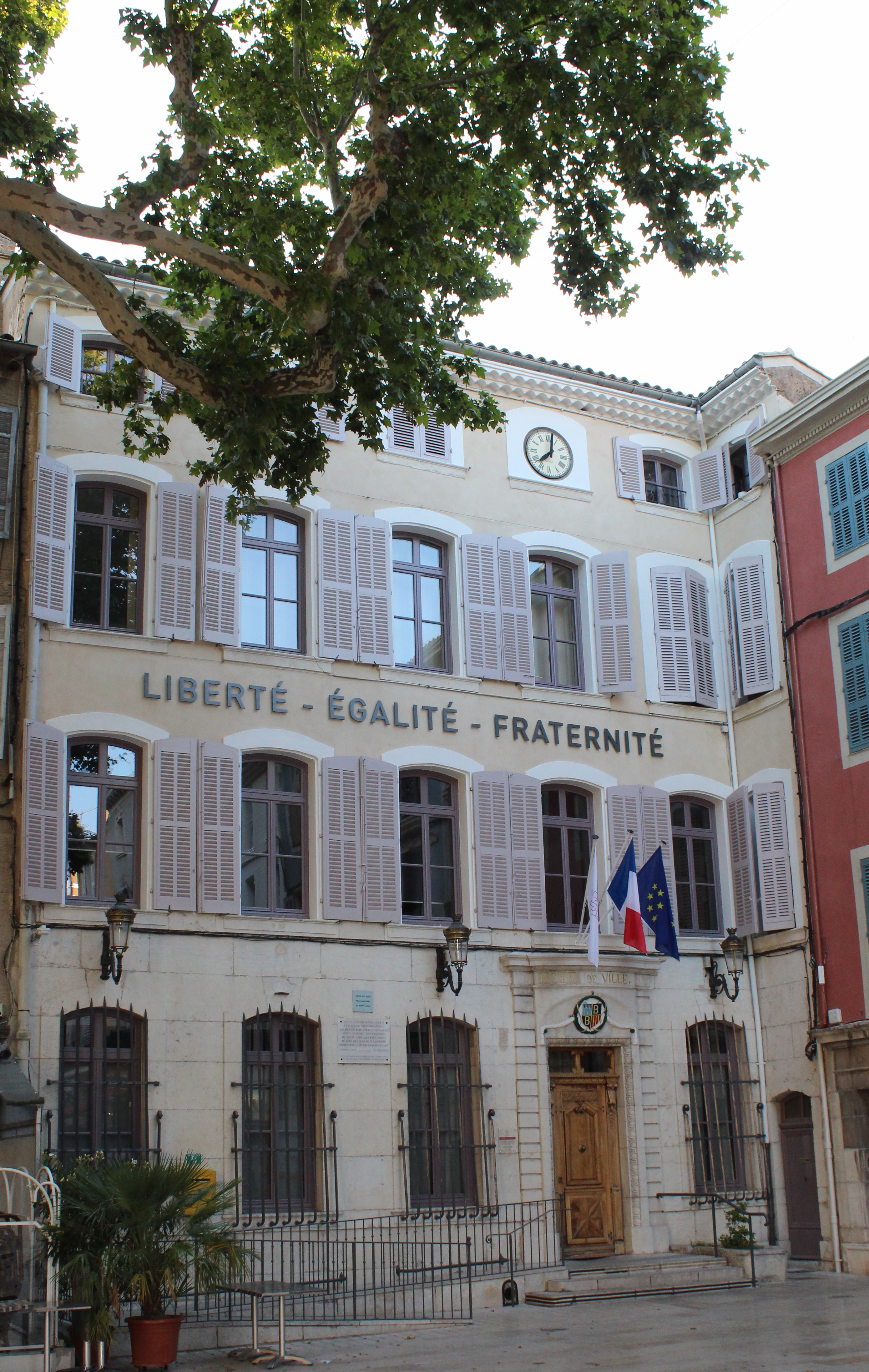
布里尼奥勒市政厅

布里尼奥勒的现任市长为迪迪埃·布雷蒙先生（Didier BREMOND），他是一名右翼无党派人士，在2020年的市政选举中获得了79.07%的支持率。
| 布里尼奥勒历届市长     | 布里尼奥勒历届市长                   | 布里尼奥勒历届市长                 |
| 任期                   | 市长                                 | 党派                               |
| ---------------------- | ------------------------------------ | ---------------------------------- |
| （1977年以前资料暂缺） |                                      |                                    |
| 1977年－1978年         | Noël ROSÉ 诺埃尔·罗塞                | PS社会党                           |
| 1978年－1980年         | Raymond TIRARD 雷蒙·蒂拉尔           | PS社会党                           |
| 1980年－1995年         | Jacques CESTOR 雅克·塞斯托尔         | UDF法国民主联盟 →PR法国共和人党    |
| 1995年－2001年         | Jean MONNIER 让·莫尼耶               | PCF法国共产党                      |
| 2001年－2008年         | Jean-Pierre GUERCIN 让-皮埃尔·盖尔桑 | DVD右翼无党派人士 →UMP人民运动联盟 |
| 2008年－2014年         | Claude GIRALDO 克洛德·吉拉尔多       | PCF法国共产党                      |
| 2014年－2017年         | Josette PONS 若塞特·庞斯             | UMP人民运动联盟 →LR共和黨          |
| 2017年－               | Didier BREMOND 迪迪埃·布雷蒙         | LR共和黨 →DVD右翼无党派人士        |

### 各级选举
| 布里尼奥勒历届投票选举结果 | 布里尼奥勒历届投票选举结果     | 布里尼奥勒历届投票选举结果 | 布里尼奥勒历届投票选举结果 | 布里尼奥勒历届投票选举结果    | 布里尼奥勒历届投票选举结果 | 布里尼奥勒历届投票选举结果 | 布里尼奥勒历届投票选举结果 | 布里尼奥勒历届投票选举结果 | 布里尼奥勒历届投票选举结果 |
| 选举项目                   | 选举范围                       | 选区单位                   | 选区单位内的选举结果       | 选区单位内的选举结果          | 选区单位内的选举结果       | 选区单位内的选举结果       | 选区单位内的选举结果       | 选区单位内的选举结果       | 参考资料                   |
| 选举项目                   | 选举范围                       | 选区单位                   | 第一轮胜出者               | 第一轮胜出者                  | 支持率                     | 第二轮胜出者               | 第二轮胜出者               | 支持率                     | 参考资料                   |
| -------------------------- | ------------------------------ | -------------------------- | -------------------------- | ----------------------------- | -------------------------- | -------------------------- | -------------------------- | -------------------------- | -------------------------- |
| 2017年法國總統選舉         | 法國                           | 市镇                       |                            | 玛丽娜·勒庞                   | 35.65%                     |                            | 玛丽娜·勒庞                | 53.03%                     | [ 34 ]                     |
| 2017年法国立法选举         | 瓦尔省第六选区                 | 市镇                       |                            | 瓦莱丽·戈梅-巴萨克            | 31.62%                     |                            | 瓦莱丽·戈梅-巴萨克         | 54.37%                     | [ 34 ]                     |
| 2019年欧洲议会选举         | 法國                           | 市镇                       |                            | 若尔丹·巴尔代拉               | 38.36%                     | （不适用）                 | （不适用）                 | （不适用）                 | [ 36 ]                     |
| 2021年法国省级选举         | 瓦尔省                         | 县                         |                            | 迪迪埃·布雷蒙 尚塔尔·拉苏塔尼 | 83.92%                     | （不适用）                 | （不适用）                 | （不适用）                 | [ 37 ]                     |
| 2021年法国省级选举         | 瓦尔省                         | 市镇                       |                            | 迪迪埃·布雷蒙 尚塔尔·拉苏塔尼 | 87.35%                     | （不适用）                 | （不适用）                 | （不适用）                 | [ 37 ]                     |
| 2021年法国大区选举         | 普罗旺斯-阿尔卑斯-蔚蓝海岸大区 | 市镇                       |                            | 雷诺·米瑟利耶                 | 36.94%                     |                            | 雷诺·米瑟利耶              | 55.45%                     | [ 38 ]                     |
| 2022年法国总统选举         | 法國                           | 市镇                       |                            | 玛丽娜·勒庞                   | 33.33%                     |                            | 玛丽娜·勒庞                | 58.72%                     | [ 34 ]                     |
| 2022年法国立法选举         | 瓦尔省第六选区                 | 市镇                       |                            | 弗朗克·吉莱蒂                 | 33.93%                     |                            | 弗朗克·吉莱蒂              | 56.33%                     | [ 34 ]                     |

## 人口
2019年，布里尼奥勒市镇人口数量为17,361，在法国排名第547位。其中男性8,381人，女性8,980人，75岁及以上人口占8.6%，移民人口（含外籍及出生于外国的法国国籍居民）数量为2,026人，人口密度为246人/平方公里，当地居民被称为（男性）或（女性）。2020年，布里尼奥勒境内出生221人，死亡人口177人。
| 布里尼奥勒1901年－2019年人口变化情况 |
|                                      |
| 数据来源：Cassini、INSEE             |

## 经济
布里尼奥勒是一个区域性的中心城市。截止2022年11月，布里尼奥勒市镇范围内共有各类用人单位（包含自雇）3,875家，平均历史为15年，其中97.58%为中小型企业（PME），2022年9月至11月间，当地的经济活力指数为0.88%。（建筑石材加工）、（汽车销售）及（包装材料）是当地2021年营业额最高的三个企业，分别为54,847,732欧元、38,864,774欧元和35,975,945欧元。

## 财政与居民收入
2020年，布里尼奥勒的财政收入总额为21,697,500欧元，财政支出总额为20,715,200欧元，当年的债务总额为23,047,500欧元。2021年，布里尼奥勒市镇共获得2,456,601欧元的国家财政补助，比上一年增加了0.5%。
2020年，布里尼奥勒的人均月收入总额为2,015欧元，其中高级职员为3,557欧元，低于法国平均水平（4,230欧元）；中级职员为2,322欧元，低于法国平均水平（2,411欧元）；普通职员为1,652欧元，亦低于法国平均水平（1,740欧元）。
2019年，布里尼奥勒境内的青壮年（15至64岁）失业率为17.8%，当地39.1%的家庭拥有纳税资格，平均纳税2,705欧元，低于法国平均水平（3,910欧元）。

## 社会事务

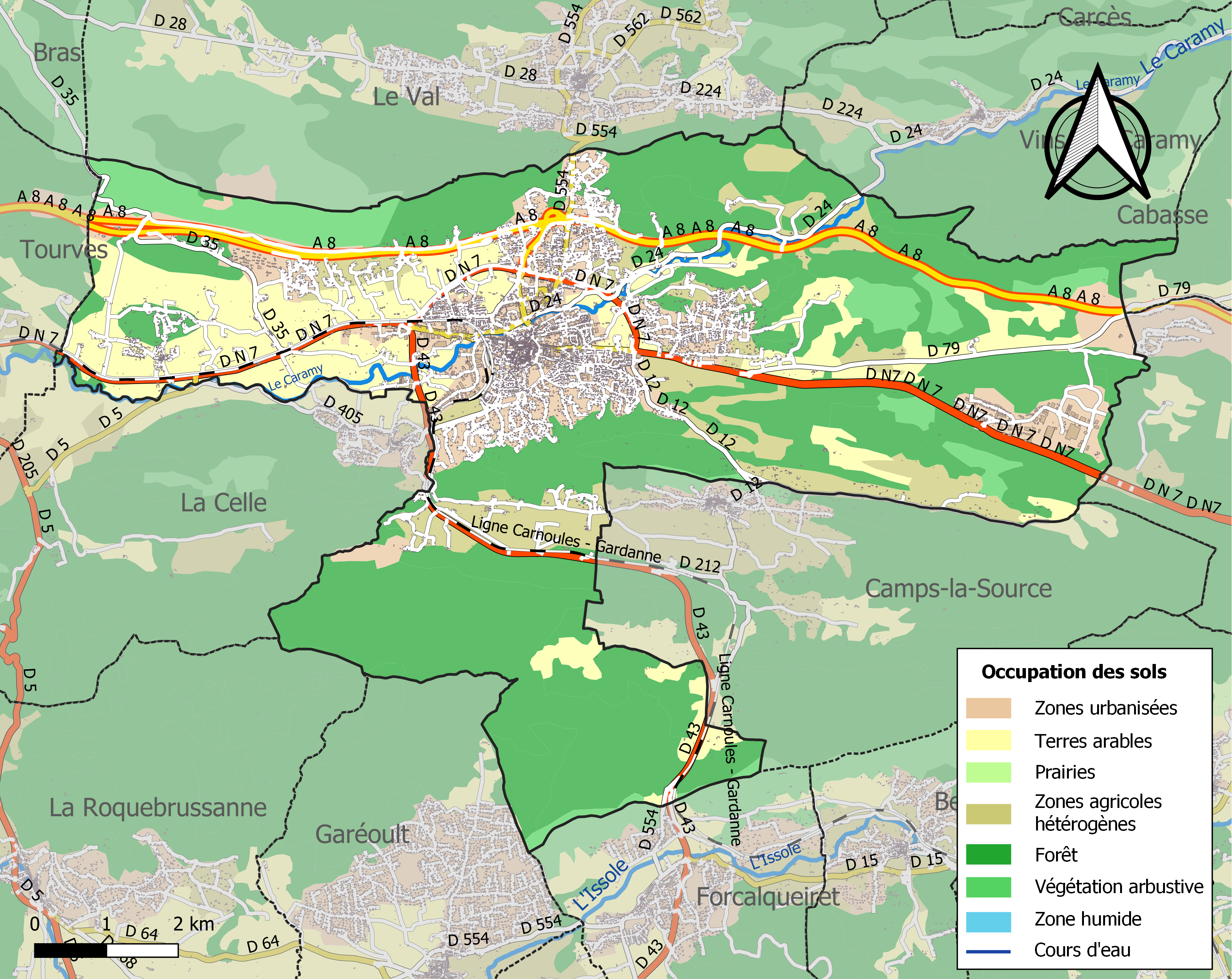
布里尼奥勒土地利用情况地图

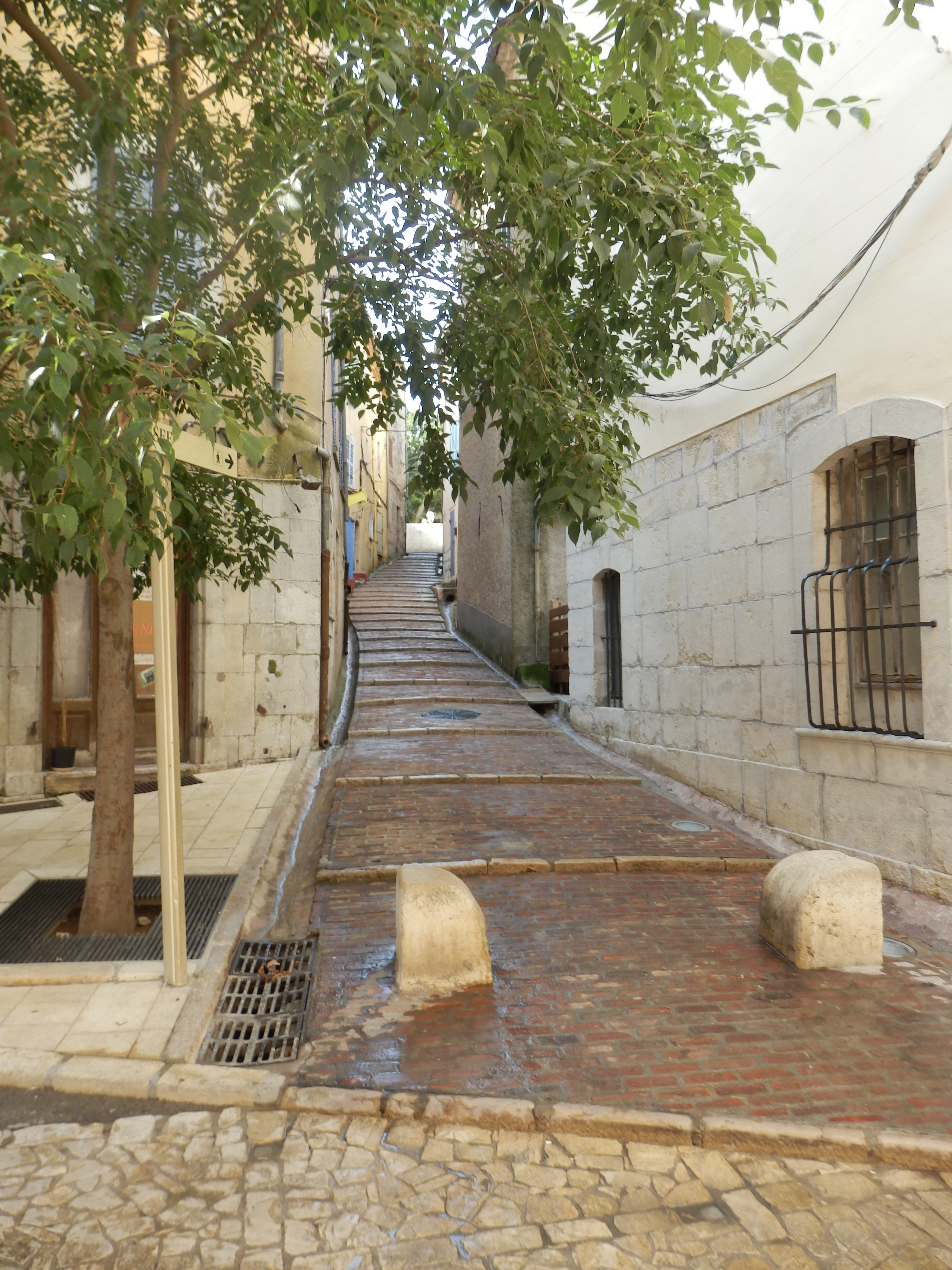
布里尼奥勒镇中心的一条石板街

### 教育
布里尼奥勒属于尼斯学区。截止2021年1月1日，布里尼奥勒境内共有2所幼儿园、8所小学、3所初级中学、2所普通高中和1所职业高中。2018至2019学年度，布里尼奥勒境内共有在校中等教育阶段学生4,343名。
在高等教育方面，布里尼奥勒境内建有一所卫生学校。

### 医疗
截止2021年1月1日，布里尼奥勒境内共有全科医生13名、保健师33名、牙医20名、护士58名、耳科医生2名、眼科医生2名、皮肤科医生1名、助产士2名、儿科医生3名和妇科医生3名。境内共有药房5家、养老院1家、残疾人帮扶中心1家。
布里尼奥勒市际中心医院（Centre hospitalier Intercommunal Brignoles）是法国的一个区域性医疗机构，其主病区让·马塞尔中心医院（Centre hospitalier Jean-Marcel）位于布里尼奥勒市区，设有床位136个，是当地规模最大的公立综合性医院。

### 住房
2019年，布里尼奥勒境内共有各类住房9,323套，其中46.8%为独立式居民区，51.5%为集中式居民区。常住房屋占布里尼奥勒市镇范围内居民建筑总量的82.6%。
在住房保障政策方面，2021年，布里尼奥勒境内共有2,137户家庭获得了住房经济补助，受益人数占总人口数量的12.3%，其中2,057份为房租补助。

### 商业
2021年，布里尼奥勒境内共有各类实体商铺620家，其中餐厅74家、大型超市8家、杂货店3家、面包房35家、肉铺5家、书店4家、装饰品店6家、银行门店8家、美容美发店36家、汽车维修店59家。市区西部建有开放式商业街区，有E.Leclerc、Intersport、Gamm Vert等大型购物商场。

### 体育
2021年，布里尼奥勒境内共有1家游泳池、3间体育馆、4处网球场、3处马术场、2处足球或橄榄球场、3处篮球或排球场以及1处高尔夫球场。
截至2022年10月，布里尼奥勒境内共有两家注册足球俱乐部。布里尼奥勒体育联盟（Association Sportive Brignolaise，编号500520）是当地的代表性足球队，成立于1921年，其主队2022至2023赛季参加瓦尔省足球联赛乙组（法国第十级别），其主场为拉乌尔·代尔蓬市政球场（Stade Municipal Raoul Delpon）。

### 环境
布里尼奥勒的环境事务由其所属的绿色普罗旺斯城市圈公共社区联合各级政府协调负责。2021年，布里尼奥勒境内共有5家污染企业。

### 治安
2021年，布里尼奥勒市镇范围内有1处宪兵队。
布里尼奥勒国家宪兵队（zone gendarmerie de Brignoles）的管辖范围共包括45个市镇。2020年，该宪兵队累计记录各类案件4,616起，其中盗窃类案件2,033起，经济类案件726起，毒品交易类案件181起。

## 文化
2021年，布里尼奥勒境内共有1家电影院和2家博物馆。布里尼奥勒市政府提供雅克·塞斯托尔多媒体中心（Médiathèque Jacques-Cestor），每周二、三、五、六向公众开放。

### 建筑
布里尼奥勒境内有多处历史建筑，其中圣救主教堂、布里尼奥勒地区博物馆（原普罗旺斯伯爵宫（Palais des comtes de Provence））等为法国国家文物保护单位。

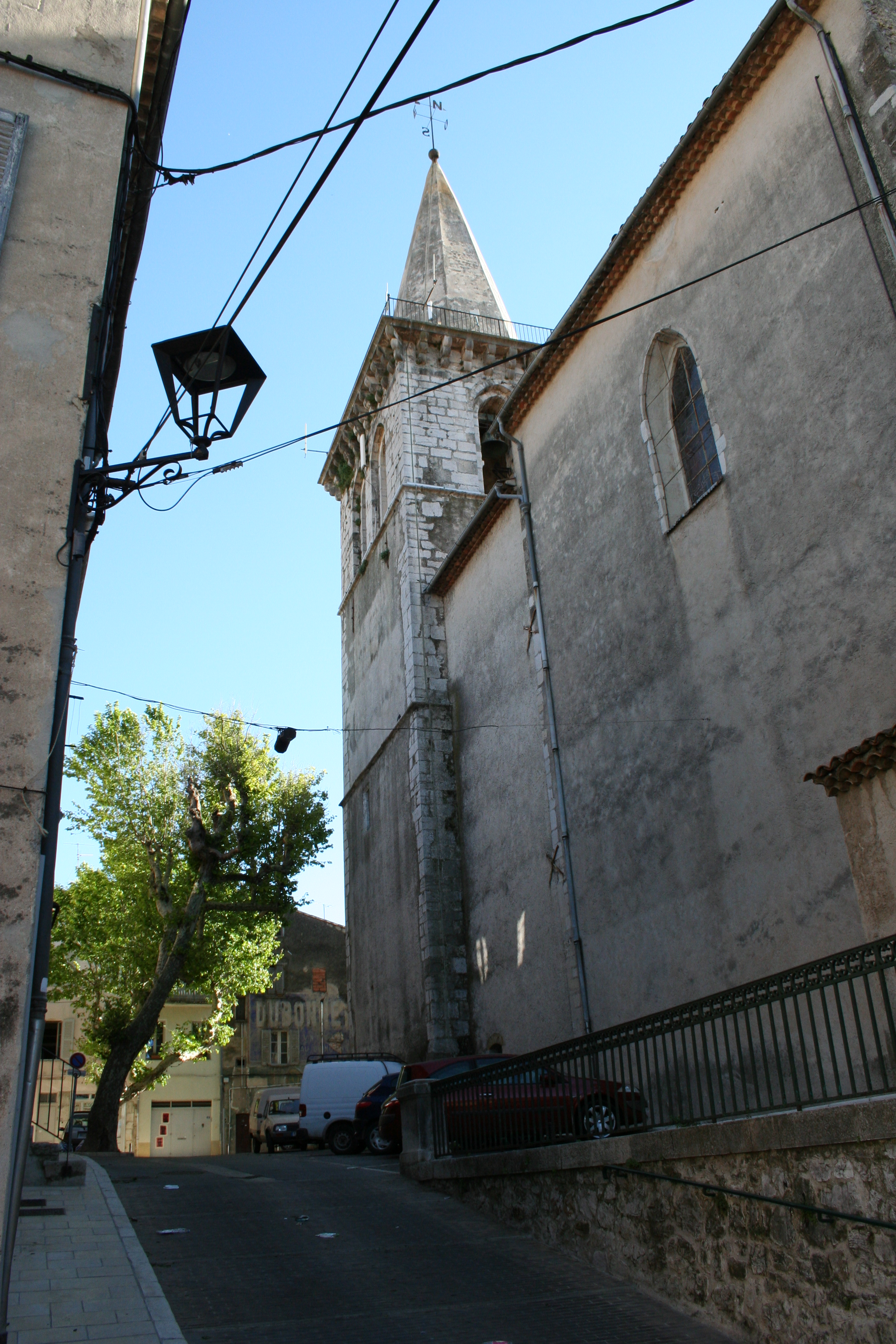
圣救主教堂（法语：Église Saint-Sauveur de Brignoles）
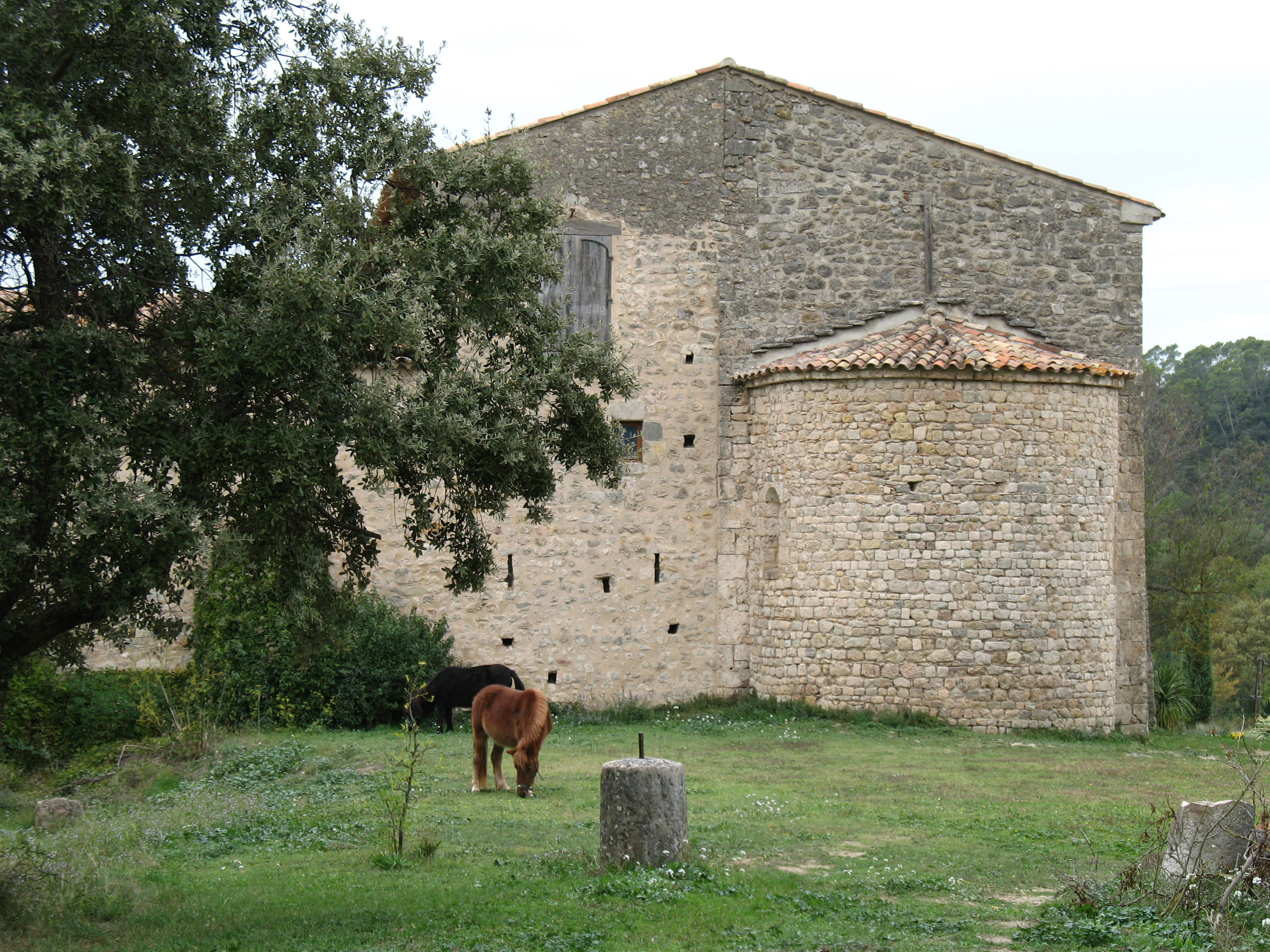
圣克里斯托夫庄园
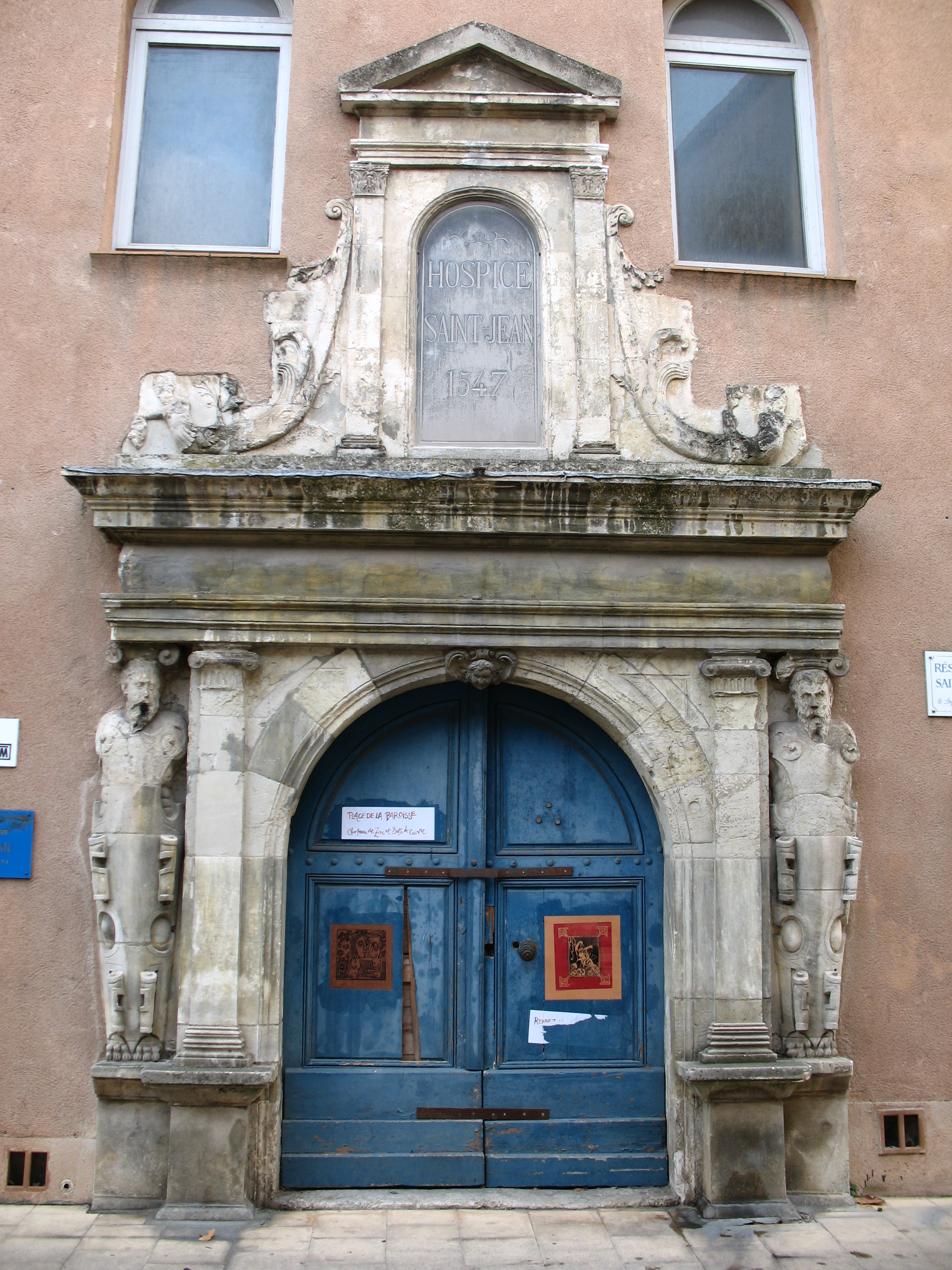
圣让神学院
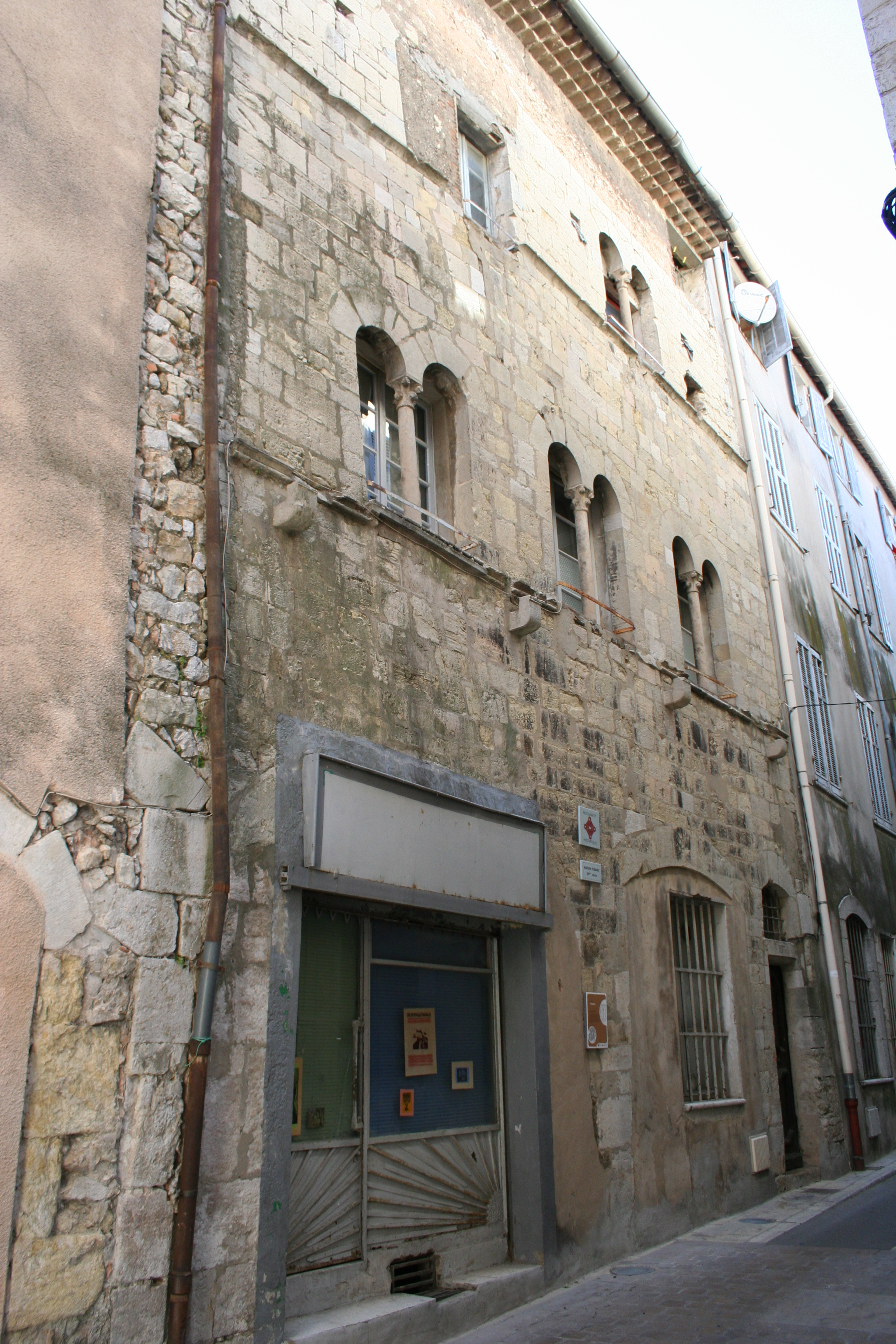
托马讷宫
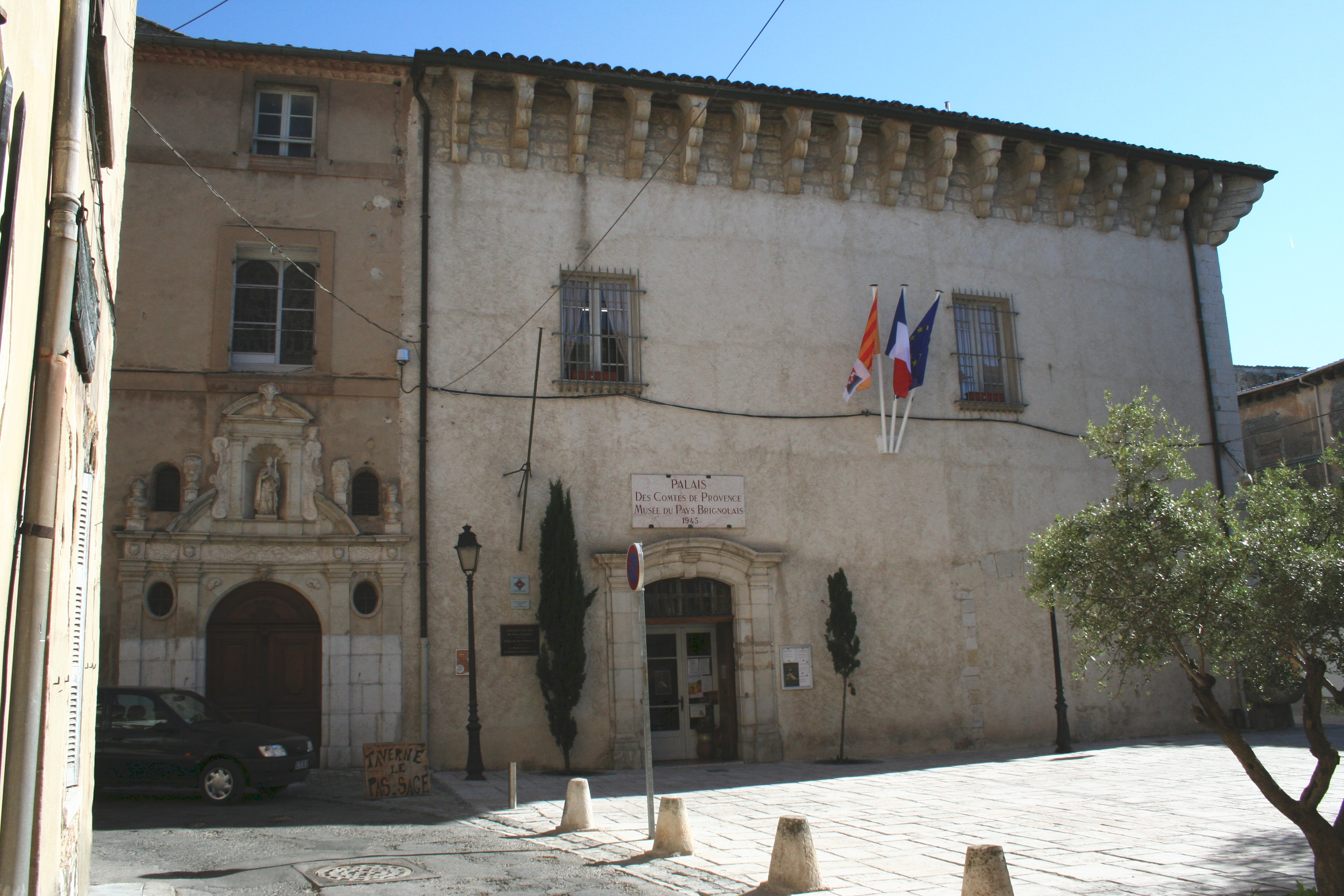
普罗旺斯伯爵宫 现为布里尼奥勒地区博物馆（法语：Musée du pays brignolais）
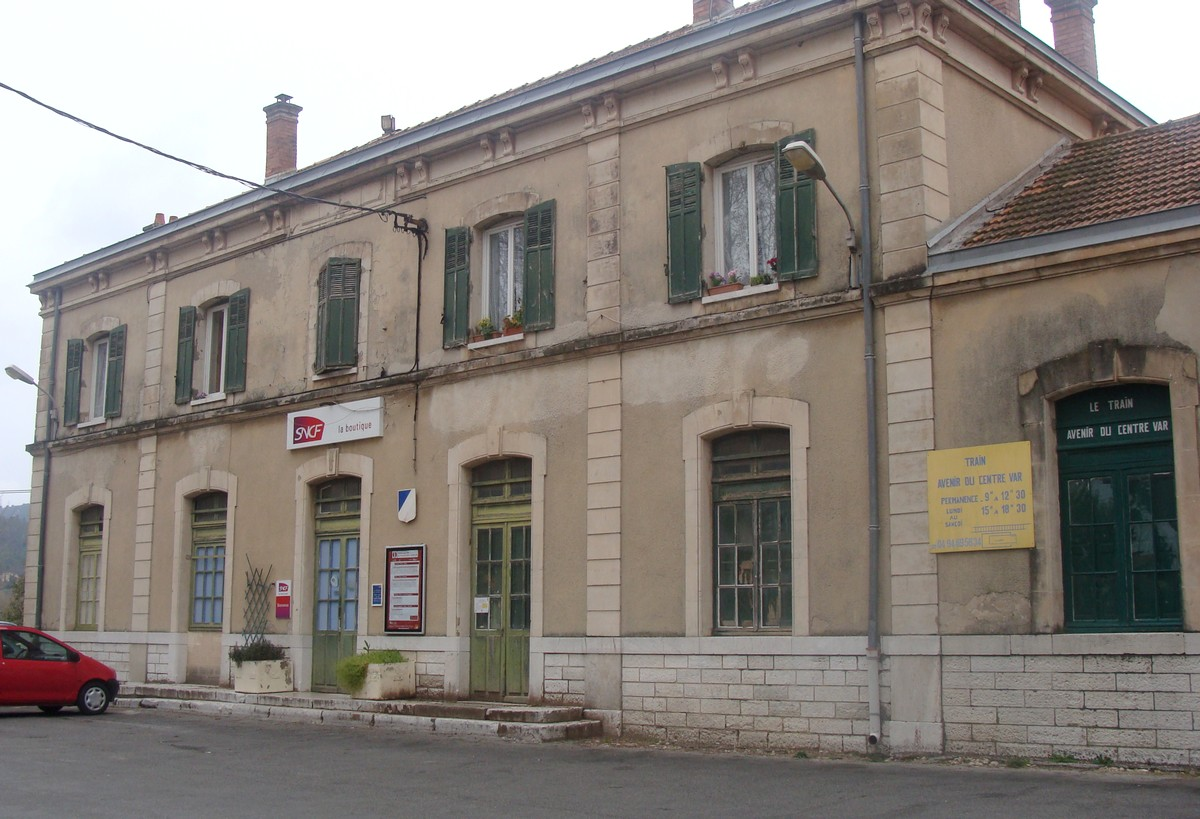
火车站旧址
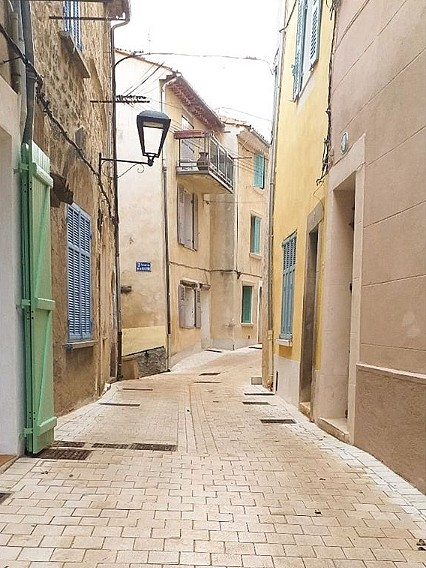
传统民居1
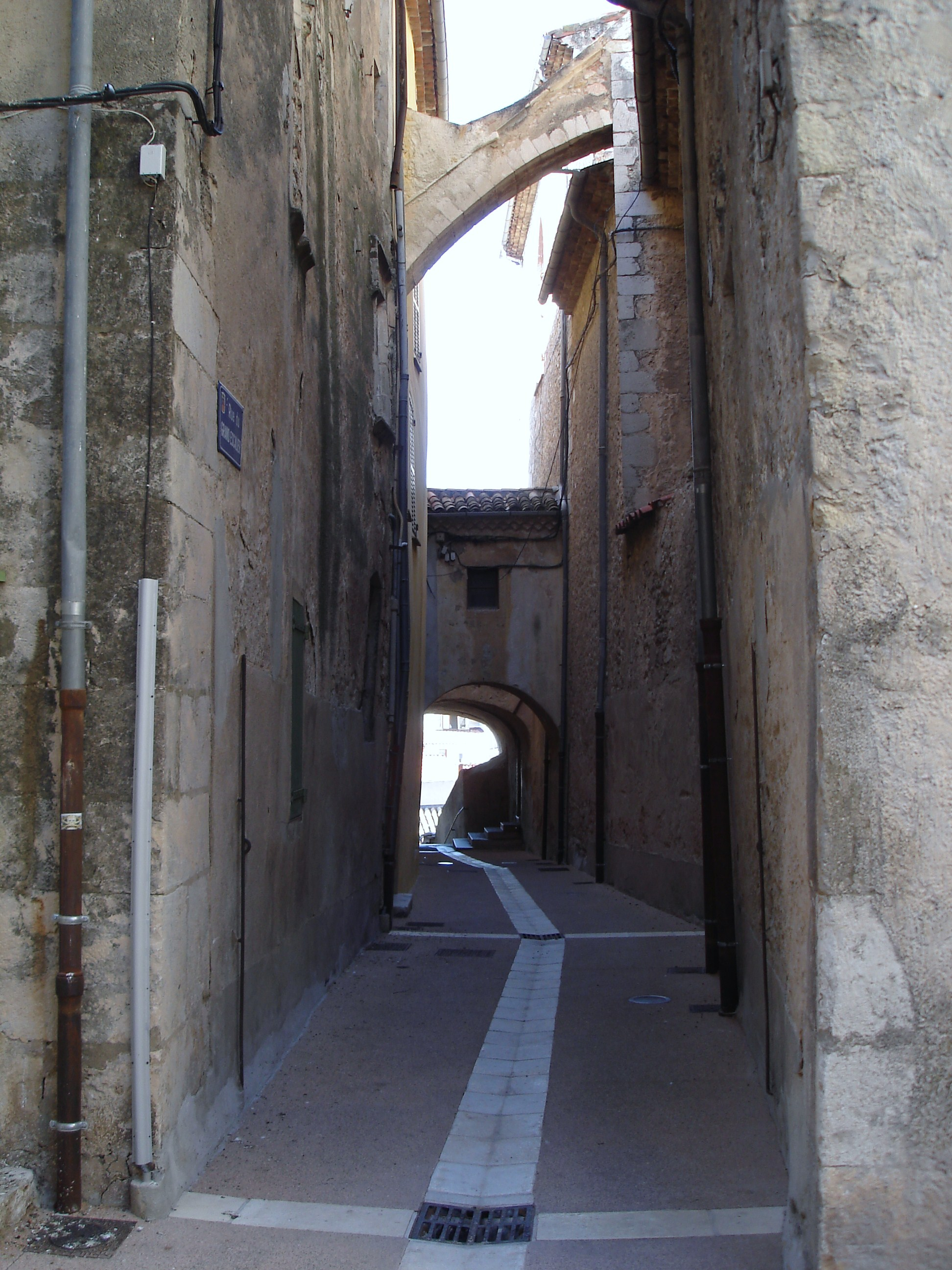
传统民居2

### 旅游
布里尼奥勒的旅游事务由其所属的绿色普罗旺斯城市圈公共社区负责。2022年，布里尼奥勒境内共有7家酒店共计309间房间。

### 媒体
法国主要的媒体均可在布里尼奥勒接收，法国电视三台下属的普罗旺斯-阿尔卑斯-蓝色海岸大区频道在部分时段播出布里尼奥勒所属区域的地方新闻。蓝色法兰西普罗旺斯广播、维他命广播、《瓦尔早报》、《马赛日报》等是当地主要的地方性媒体。

## 相关人物
法国主教安茹的路易、画家约瑟夫·帕罗塞尔、评论家阿兰·贝尔加拉、工程师约瑟夫-路易·朗博、足球运动员让-雅克·马塞尔、篮球运动员阿米·西塞和电影演员让-巴蒂斯特·莫尼耶出生于布里尼奥勒。

## 友好城市
截至2022年11月，布里尼奥勒共与四座城市互为友好城市关系：
- 德国 大盖劳
- 比利时 蒂尔特
- 義大利 布鲁尼科
- 波蘭 沙莫圖維